# Clave (ritmo)

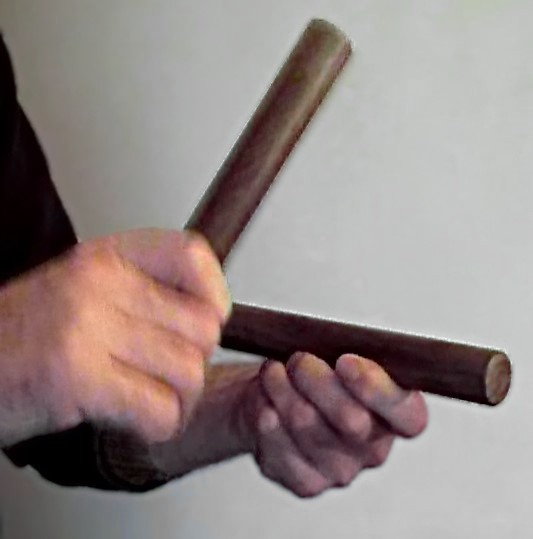
Las claves como instrumento de percusión, ejecutan el patrón rítmico de la clave.

En la música cubana, y en particular en todas sus variantes más tradicionales, se llama clave a los patrones rítmicos específicos (que se ejecutan en el instrumento homónimo) y a las reglas subyacentes que gobiernan dichos patrones.
La clave guía y amalgama todos y cada uno de los instrumentos (voces incluidas), existiendo una correspondencia obligada entre el ritmo de la clave y el ritmo de los instrumentos armónicos y melódicos. Cuando esta correspondencia no se da (es decir, la clave es mal tocada o está fuera de lugar) se habla de clave atravesada, montada o cruzada.

## Estructura
El toque rítmico de la clave cabe en un solo compás de cuatro tiempos, y se divide en dos partes: una de tres golpes y otra de dos golpes. 
Hay dos tipos de claves: la «clave del son» y la «clave de rumba» ).

### Clave de son
La «clave de son» se usa en el son, el son montuno, la guaracha y otros ritmos; es la columna vertebral de la salsa. Presenta esta estructura:

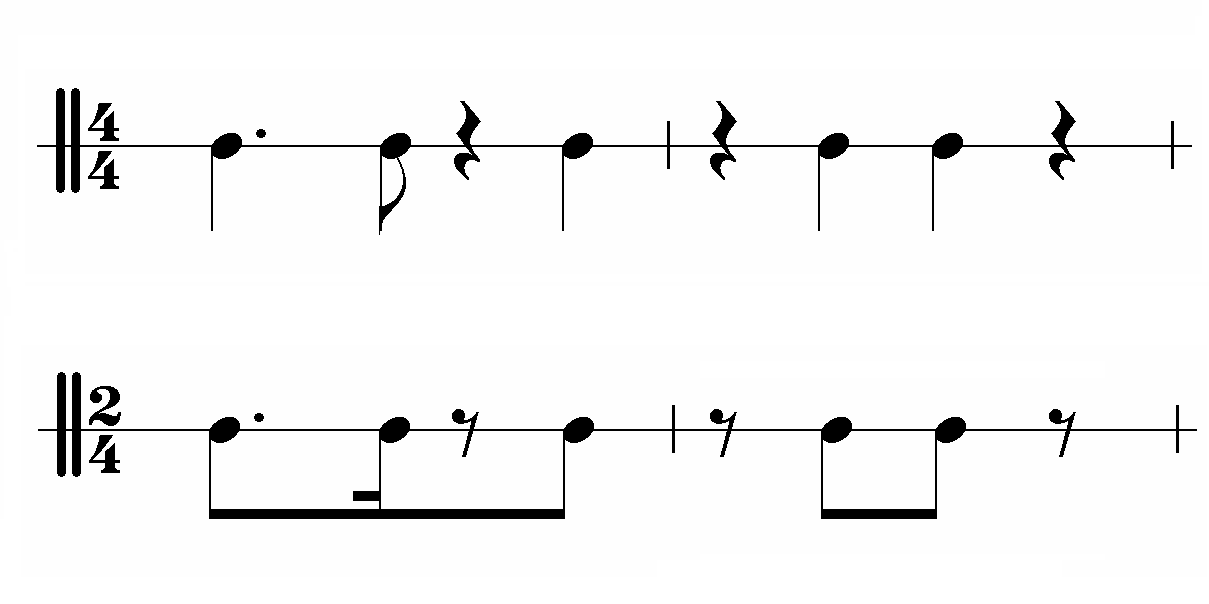
El patrón rítmico denominado «clave de son», que se utiliza con frecuencia en la música latina (son, rumba, salsa, etc.), aquí se presenta en su versión «3-2». Esa célula rítmica se muestra aquí en compás de 4/4 (notación «moderna», popular en Europa y Estados Unidos), así como en su forma «tradicional» en compás de 2/4 (que sigue siendo utilizada por muchos percusionistas latinoamericanos).

La primera parte, o antecedente, es fuerte y consta de 3 golpes; la segunda parte, o consecuente, es débil y tiene 2 golpes. A esta disposición se la denomina "3-2", y es común en la salsa de estilo más romántico.
Las dos partes de la frase se pueden invertir, en una clave "2-3" (presente en los temas de salsa estilo "mambo", por ejemplo):

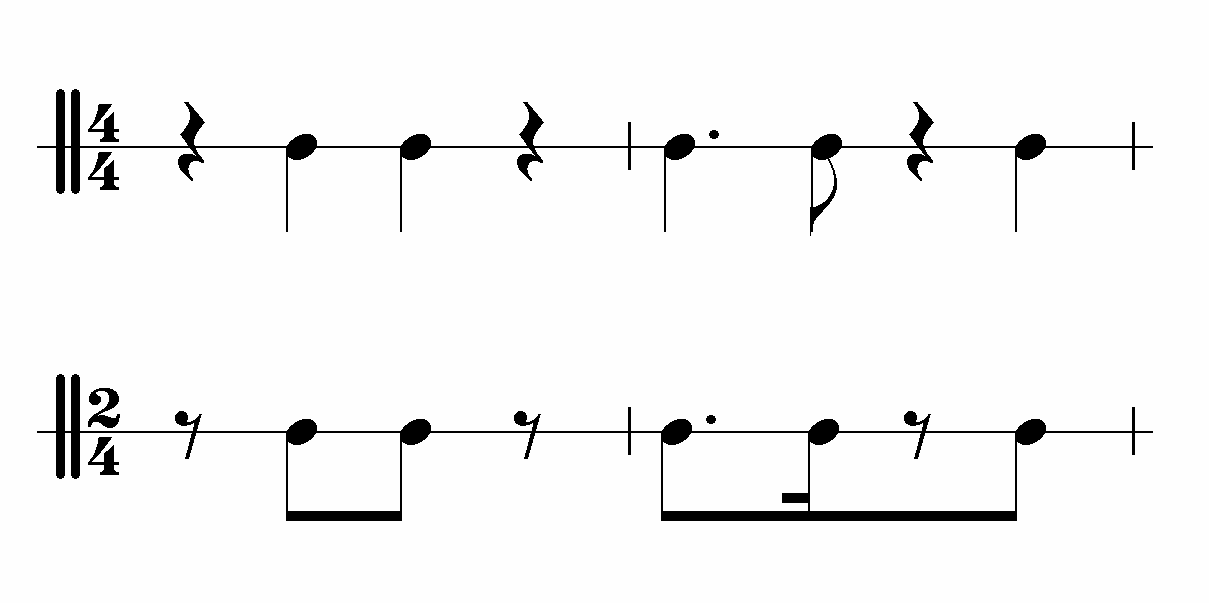
La «clave de son» en su versión «2-3» (mucho menos usual que la clave 3-2.
Esa célula rítmica se muestra aquí en compás de 4/4 (notación «moderna», popular en Europa y Estados Unidos), así como en su forma «tradicional» en compás de 2/4 (que sigue siendo utilizada por muchos percusionistas latinoamericanos).

Los nombres "3-2" y "2-3" surgieron fuera de Cuba, para ayudar a los intérpretes. Una pieza puede comenzar de una forma y luego cambiar a la otra. El son cubano tiene sus orígenes en el danzón, que a su vez deriva de la forma rondó de la música clásica europea, por lo que en algunas partes los percusionistas debían acomodar los baqueteos para igualar el cambio en el fraseo rítmico, o bien, agregaban compases para mantener la dirección de la clave. Soneros y rumberos como Arsenio Rodríguez o Ignacio Piñeiro eran de la tradición de siempre mantener la dirección de la clave, sin cambiarla.

### Clave de rumba
La clave de rumba, también llamada clave negra, se diferencia de la clave de son en sólo un tiempo. Aparece en los tres estilos principales de rumba (guaguancó, columbia y yambú), en la conga, así como en la timba o salsa cubana moderna.
La clave de rumba es más difícil de seguir que la clave de son, especialmente para quienes no están habituados. Ocasionalmente, los arreglos de salsa pueden tener secciones cortas de rumba, o interludios, pero siempre se vuelve a la clave de son.

### Clave africana
La clave africana o clave de 6/8 es la más antigua, proviene de la música religiosa del África occidental. Siempre se toca en dirección 3-2:

Sin embargo, hay que tener en cuenta que en África existen muchas otras variaciones de la clave. La música en África es un elemento identitario y sirve para distinguir las múltiples etnias y culturas de tradición oral. En África la música, entre otras, también tiene la función de soporte o facilitador nemotécnico. Como organizadoras del ritmo, Las claves son fundamentales en la preservación de la memoria colectiva que queda plasmada en forma de canciones. Existen alrededor de 2000 lenguas en África i muchas necesidades "anímicas" que orquestar. Sería extraño que fueran provocadas y organizadas mediante una única clave.

### Otras
La llamada clave de bossa es compartida por la bossa y el samba, populares en la música brasileña de los años cincuenta:
Otros ritmos que tienen función de clave son:
- el baqueteo, usado en el danzón cubano.
- el partido alto, que se usa en el samba, el bossa, el bossa nova y otros estilos brasileños.
- el cuá, que se utiliza en el bomba (un género puertorriqueño).

El origen de estos ritmos son las polirritmias de la música africana, la cual tiene más ejemplos de música de clave.